# كريستيان فيدال
كريستيان فيدال (بالإسبانية: Christian Vidal)‏ هو عازف قيثارة أرجنتيني، ولد في 26 أبريل 1972 في بوينس آيرس في الأرجنتين.

## وصلات خارجية
- كريستيان فيدال على موقع ميوزك برينز (الإنجليزية)
- كريستيان فيدال على موقع ديسكوغز (الإنجليزية)